# Episodi di Dig
La prima e unica stagione della serie televisiva Dig è stata trasmessa in prima visione dalla rete televisiva statunitense USA Network dal 5 marzo al 7 maggio 2015. In Italia la stagione è inedita.
| nº | Titolo originale     | Titolo italiano | Prima TV USA   | Prima TV Italia |
| -- | -------------------- | --------------- | -------------- | --------------- |
| 1  | Pilot                |                 | 5 marzo 2015   | inedito         |
| 2  | Catch You Later      |                 | 12 marzo 2015  | inedito         |
| 3  | The Rosenbergs       |                 | 19 marzo 2015  | inedito         |
| 4  | Prayer of David      |                 | 26 marzo 2015  | inedito         |
| 5  | Emma Wilson's Father |                 | 2 aprile 2015  | inedito         |
| 6  | The Well of Souls    |                 | 9 aprile 2015  | inedito         |
| 7  | Trust No One         |                 | 16 aprile 2015 | inedito         |
| 8  | Sisters of Dinah     |                 | 23 aprile 2015 | inedito         |
| 9  | Jehoshaphat          |                 | 30 aprile 2015 | inedito         |
| 10 | Armageddon Protocol  |                 | 7 maggio 2015  | inedito         |

## Pilot
- Titolo originale: Pilot
- Diretto da: SJ Clarkson
- Scritto da: Tim Kring e Gideon Raff

### Trama
Una serie di avvenimenti, apparentemente slegati, accadono in 3 luoghi lontani tra loro.

In Norvegia, la nascita di una giovenca rossa mette in subbuglio la comunità ebraica che affida ad un giovane la cura dell'animale, come predetto da un'antichissima profezia.

A Gerusalemme: l'agente dell'FBI Peter Connelly s'invaghisce di una bella sconosciuta, l'archeologa Emma Wilson, che lo conduce nei meandri del Tempio di Gerusalemme dove sono in corso degli scavi a cui la giovane partecipa come stagista. La ragazza viene trovata morta e Connelly inizia ad indagare. In Nuovo Messico, un bambino di nome Josh è accudito all'interno di una struttura in cui si pratica un misterioso culto religioso.